# くまの柚子
くまの 柚子（くまの ゆずこ、12月31日 - ）は日本のイラストレーター。ルルル文庫2009年第3期イラスト大賞の優秀賞を受賞している。

## 作品リスト

### 小説挿絵
- 政宗様のお気に召すまま 花嫁御寮は求婚中（ながと帰葉、コバルト文庫）
- さくらの咲く頃（片瀬由良、ルルル文庫）
- 橘屋本店閻魔帳 シリーズ（高山ちあき、コバルト文庫）

1. 橘屋本店閻魔帳 花ムコ候補のご来店!
2. 橘屋本店閻魔帳 恋がもたらす店の危機!
3. 橘屋本店閻魔帳 ふたつのキスと恋敵!
4. 橘屋本店閻魔帳 星月夜に婚礼を!
5. 橘屋本店閻魔帳 恋の記憶は盗まれて!
6. 橘屋本店閻魔帳 海の罠とふたりの約束!

- 修復士ラファエリア シリーズ（神矢陽、B's-LOG文庫）

1. 修復士ラファエリア
2. 修復士ラファエリア 刻を巡る魔方陣

- 宝石姫は微笑まない。（本宮ことは、一迅社文庫アイリス）
- 茨姫は嘘をつく。（本宮ことは、一迅社文庫アイリス）
- ドラゴンは姫のキスで目覚める シリーズ （夜野しずく、角川ビーンズ文庫）

1. ドラゴンは姫のキスで目覚める
2. ドラゴンは姫のキスで目覚める2 背徳の貴公子と緋色の罠
3. ドラゴンは姫のキスで目覚める3 甘い策略にご注意を
4. ドラゴンは姫のキスで目覚める4 祝福のキスは波乱のあとで

- 大坂城恋綺譚 〜桜想う姫〜（智凪桜、ルルル文庫）
- いちひめものがたり 〜姫の初恋〜（智凪桜、ルルル文庫）
- 茶々姫恋綺譚（智凪桜、ルルル文庫）
- 初・恋（智凪桜、ルルル文庫）
- トゥルー ラブ 騎士の涙姫（七海ユウリ、ティアラ文庫）
- 双界幻幽伝 シリーズ（木村千世、B's-LOG文庫）

1. 双界幻幽伝 出逢いは前途多難!
2. 双界幻幽伝 宿敵は神出鬼没!
3. 双界幻幽伝 二人は一触即発!
4. 双界幻幽伝 箱庭は四面楚歌!
5. 双界幻幽伝 初恋は永遠不滅!
6. 双界幻幽伝 再会は一蓮托生!
7. 双界幻幽伝 三人で相思相愛?
8. 双界幻幽伝 決戦は一発必中!
9. 双界幻幽伝 ご実家は天真爛漫!
10. 双界幻幽伝 凱旋は右往左往!

- ロクサナと麗しの花婿たち（みどうちん、ルルル文庫）
- 魔王はハンバーガーがお好き（鏑木にのは、レガロシリーズ）
- 赤き騎士と黒の魔術師（みどうちん、ルルル文庫）
- 孤城に眠る薔薇（倉本由布、f-Clan文庫）
- 人形姫と身代わり王子（みどうちん、ルルル文庫）
- 毒舌姫と精霊の祝福（せひらあやみ、コバルト文庫）
- バルベスタールの秘婚（平川深空、ルルル文庫）
- 囚われの歌姫 〜政変はウードの調べ〜（貴嶋啓、講談社X文庫ホワイトハート）
- 彼氏☆カフェ イケメン彼氏はじめました。（みどうちん、ルルル文庫）
- 不本意ですが、竜騎士団が過保護です（乙川れい、ビーズログ文庫）
- エルフ公爵は呪われ令嬢をイヤイヤ娶る（江本マシメサ、アイリスNEO）
- ぼっち令嬢は初恋王子にふられたい―呪いまみれの契約婚約はじめました―（藍川竜樹、一迅社文庫アイリス）